# Ленкниця (Вармінсько-Мазурське воєводство)
Ленкниця (пол. Łęknica, нім. Löcknick) — село в Польщі, у гміні Сроково Кентшинського повіту Вармінсько-Мазурського воєводства.
Населення — 39 осіб (2011).
У 1975-1998 роках село належало до Ольштинського воєводства.

## Демографія
Демографічна структура станом на 31 березня 2011 року:
|          | Загалом | Допрацездатний вік | Працездатний вік | Постпрацездатний вік |
| -------- | ------- | ------------------ | ---------------- | -------------------- |
| Чоловіки | 21      | 1                  | 18               | 2                    |
| Жінки    | 18      | 5                  | 7                | 6                    |
| Разом    | 39      | 6                  | 25               | 8                    |